# Partito Socialista Italiano di Unità Proletaria (1964)
Il Partito Socialista Italiano di Unità Proletaria (PSIUP) era un partito politico italiano attivo fra il 1964 e il 1972, nato da una scissione della corrente di sinistra interna del Partito Socialista Italiano, nettamente contraria all'interruzione della linea politica frontista nei confronti del Partito Comunista Italiano (nonché, sul piano diplomatico, dell'Unione Sovietica).

## Precedenti della denominazione
La denominazione di Partito Socialista Italiano di Unità Proletaria era stata in precedenza assunta dal Partito Socialista Italiano (PSI) nel 1943, a seguito della fusione con il Movimento di Unità Proletaria per la Repubblica Socialista di Lelio Basso e l'Unione Popolare Italiana. 
Il partito mantenne tale denominazione sino al 1947, quando riacquistò la dicitura PSI per evitare che se ne appropriasse il nuovo partito fondato da Giuseppe Saragat (PSDI).

## Storia

### Prodromi della scissione
Dalla fine degli anni cinquanta, in particolare dalla rivoluzione ungherese del 1956, i rapporti del PSI con il PCI si erano chiaramente raffreddati e si ripercuotevano negli equilibri interni al primo, dove vi era una corrente favorevole a mantenere l'unità d'azione con i comunisti (gli appartenenti ad essa erano soprannominati malignamente "carristi", in quanto presunti sostenitori dei carri armati sovietici che stroncarono la rivoluzione ungherese); diversamente gli "autonomisti" spingevano per un'autonomia ancora maggiore che potesse condurre ad avvicinarsi ulteriormente all'area governativa.
Nel 1963, in occasione del voto di fiducia al Governo Moro I, che fu il primo dal 1947 ad avere ministri del PSI e formato, oltre che dalla Democrazia Cristiana e dal Partito Socialista Italiano, dal Partito Socialista Democratico Italiano e dal Partito Repubblicano Italiano, gli aderenti alla corrente di sinistra che non votarono la fiducia al primo governo di centro-sinistra organico furono quindi sospesi dal partito.         
I numerosi tentativi di ricomposizione ebbero esito negativo.

### La fondazione
Nei giorni sabato 11 e domenica 12 gennaio 1964 al Palazzo dei Congressi dell'Eur si tenne un'assemblea della corrente di sinistra del PSI, guidata da Tullio Vecchietti. Il giorno 11 Vecchietti pronunciò un discorso politico riassumendo la situazione. Dopo due giornate di dibattito, il 12 gennaio fu proclamata la scissione dal PSI e la nascita del Partito Socialista Italiano di Unità Proletaria, PSIUP, di cui divenne segretario lo stesso Vecchietti.

### Adesioni al nuovo partito
Aderirono allo PSIUP quei militanti socialisti che erano contrari alla collaborazione diretta del PSI, con propri ministri, al primo governo di centro-sinistra, preferendo invece un accordo per un'alleanza di sinistra con il Partito Comunista Italiano, all'opposizione del governo a partecipazione socialista.
La maggior parte degli aderenti alla corrente di sinistra del PSI, i "carristi", aderirono al nuovo partito.
Aderenti, membri dei gruppi parlamentari:

Deputati:
- Giuseppe Avolio, deputato, eletto nel collegio Napoli - Caserta.
- Lelio Basso, deputato, eletto nel collegio di Milano - Pavia.
- Francesco Cacciatore, deputato, eletto nel collegio di Benevento - Avellino - Salerno.
- Vittorio Foa, deputato eletto nel collegio Torino - Novara- Vercelli.
- Vincenzo Gatto, deputato eletto nel collegio di Catania - Messina - Siracusa - Ragusa - Enna
- Lucio Mario Luzzatto, deputato eletto nel collegio Venezia - Treviso.
- Alcide Malagugini, deputato eletto nel collegio Milano - Pavia.
- Dario Valori, deputato, eletto nel collegio di Perugia - Terni - Rieti.

Senatori:
- Emilio Lussu, senatore eletto in Sardegna nella circoscrizione di Iglesias.
- Fernando Schiavetti, senatore eletto nelle Marche.
- Vincenzo Milillo, senatore eletto in Abruzzo e Molise.
- Giuseppe Roda, senatore eletto in Lombardia nella circoscrizione Milano VI.

In totale, 24 deputati e 10 senatori lasciarono il PSI per aderire alla nuova formazione, permettendo la formazione di gruppi parlamentari autonomi in entrambe le Camere.
Tra gli altri esponenti vi furono Lucio Libertini, Mario Albano, oltre ai toscani Silvano Miniati, Guido Biondi, Aristeo Biancolini, Daniele Protti, Dante Rossi, al calabrese Mario Brunetti, al piemontese Pino Ferraris, al pugliese Giacomo Princigalli e ai sindacalisti Elio Giovannini, Antonio Lettieri e Gastone Sclavi. Nel 1965 aderì Peppino Impastato.
Non tutti i principali esponenti della corrente di sinistra aderirono al nuovo partito; rimasero nel PSI vari deputati (tra cui Luigi Bertoldi) e senatori e il segretario della federazione giovanile socialista, Vincenzo Balzamo.

### Dalla fondazione al 1972
Lo PSIUP riportò un buon risultato alle elezioni politiche del 1968, intercettando parte dei consensi della contestazione studentesca, e con il 4,4% di voti ottenne 23 seggi alla Camera dei deputati.
Alle elezioni del 1972 subì però un calo di voti consistente, raccogliendo l'1,9% alla Camera e, a causa della distribuzione territoriale uniforme dei voti, non raggiunse il quorum in alcuna circoscrizione e non elesse alcun deputato.

### Lo scioglimento
Il 13 luglio 1972 il IV congresso dello PSIUP deliberò lo scioglimento e la contestuale confluenza nel Partito Comunista Italiano: la maggioranza dei suoi esponenti (il 67%), tra cui Libertini, Valori e Vecchietti, proseguì la propria attività nel PCI. 
Una minoranza riformista (il 9%), rappresentata da Giuseppe Avolio, Nicola Corretto e Vincenzo Gatto, ritornò nel Partito Socialista Italiano. 
La sinistra (il 23,8%), guidata da Vittorio Foa e Silvano Miniati, si pronunciò per una sostanziale continuità, fondando nel luglio del 1972 il Nuovo PSIUP, con il contributo di Guido Biondi, Mario Brunetti, Aristeo Biancolini, Mario Albano, Pino Ferraris e Daniele Protti. Al Nuovo PSIUP aderirono i sindacalisti Elio Giovannini, Antonio Lettieri e Gastone Sclavi e il senatore Dante Rossi, eletto nel 1972 nella lista unitaria PCI-PSIUP e uno dei tre senatori a non accettare di confluire nel PCI. Un particolare ruolo nella fondazione del Nuovo PSIUP fu svolto dalla Federazione Provinciale dello PSIUP di Firenze, che riuscì ad attrarre anche alcune componenti delle sinistra extraparlamentare, come, per esempio, una parte consistente del gruppo dirigente del Centro di documentazione di Firenze.
Il Nuovo PSIUP pubblicò la rivista "Unità Proletaria", con cadenza quindicinale.
Nel dicembre del 1972 il Nuovo PSIUP si unì ad "Alternativa Socialista", formata da esponenti della componente di sinistra del Movimento Politico dei Lavoratori, guidata da Giovanni Russo Spena, Domenico Jervolino, Gian Giacomo Migone, Vittorio Bellavite, costituendo il Partito di Unità Proletaria (PdUP).

## Risultati elettorali
| Anno           | Voti            | %               | Seggi    |          |
| -------------- | --------------- | --------------- | -------- | -------- |
| Politiche 1968 | Camera          | 1.414.697       | 4,45     | 23 / 630 |
| Senato         | Nel PCI - PSIUP | Nel PCI - PSIUP | 13 / 315 |          |
| Politiche 1972 | Camera          | 648.591         | 1,94     | 0 / 630  |
| Senato         | Nel PCI - PSIUP | Nel PCI - PSIUP | 11 / 315 |          |

## Organigramma del partito

### Segretari
- Tullio Vecchietti (gennaio 1964 - settembre 1971)
- Dario Valori (ottobre 1971 - luglio 1972)

### Capigruppo
Capogruppo alla Camera: Lucio Mario Luzzatto.
Capogruppo al Senato: Fernando Schiavetti.